# Seleção Papuásia de Futebol Feminino
A Seleção Papuásia de Futebol Feminino é a representante do país nas competições futebolísticas femininas. Ela é controlada pela Associação de Futebol da Papua-Nova Guiné (AFPNG), entidade que é filiada à Confederação de Futebol da Oceania.
A seleção nunca participou de uma Copa do Mundo, mas já atuou em diversas ocasiões do Campeonato da Oceania e obtém quatro medalhas de ouro no torneio dos Jogos do Pacífico.

## História
A equipe de Papua Nova Guiné jogou sua primeira partida internacional no dia 26 de março de 1989, na cidade australiana de Brisbane. Na ocasião, enfrentou a equipe alternativa da Austrália e foi derrotada por 2-0. No jogo seguinte, Geraldine Eka se tornou a primeira jogadora a marcar um gol pelo país na derrota contra Taiwan (6–1). Por fim, também foi derrotada nos dois seus dois jogos contra Nova Zelândia e Austrália (equipe sênior).
As papuas ganharam a Copa do Pacífico de 1996, em Tonga, com a ajuda de Miriam Lanta. No mesmo ano, elas conseguiram conquistar seu único empate com a Nova Zelândia. Em 1998, a equipe conquistou o terceiro lugar no Campeonato da Oceania. Na ocasião, venceram Fiji por 7–1 na disputa do terceiro posto. Outros resultados incluem uma vitória sobre Samoa Americana e duas derrotas diante da Austrália e Nova Zelândia.
A equipe apareceu no torneio dos Jogos de Arafura, em 2005, terminando com resultados ruins.[carece de fontes?] Dois anos depois, o país sediou o Campeonato da Oceania devido a saída da Austrália da OFC. A equipe venceu seus jogos contra Ilhas Salomão e Tonga, mas foi derrotada para a Nova Zelândia e perderam a chance de se classificarem para a Copa do Mundo.
As papuas ganharam sua segunda medalha de ouro em Samoa, nos Jogos do Pacífico de 2007. Na fase de grupos, a equipe goleou adversários como Samoa Americana (6-0), Ilhas Salomão (4-0) e Ilhas Cook (4–1) e foi derrotada pelo placar mínimo para Fiji. Apesar do revés, avançou para as semifinais junto com o Taiti, vencendo o adversário por 5–0. Na decisão, enfrentou Tonga. Depois de um jogo difícil, a Papua Nova Guiné venceu por 3–1 na prorrogação.
No Campeonato da Oceania de 2010, a Papua Nova Guiné retornaram a conquistar o vice campeonato. Na primeira fase, venceram Fiji, Ilhas Salomão e Tonga. Nas semifinais, venceram Ilhas Cook, mas acabou sendo goleada (0-11) na decisão pela Nova Zelândia. No ano seguinte, venceu a medalha de ouro no torneio dos Jogos do Pacífico.
As papuas tiveram uma turnê no sudeste da Ásia em março de 2015. Elas enfrentaram Cingapura e Tailândia. Nos Jogos do Pacífico de 2015, conquistou a quarta medalha de ouro consecutiva. Na qualificação para os Jogos Olímpicos de 2016, a equipe teve um problema de visto e não conseguiu enfrentar a Nova Zelândia.
Na Copa das Nações da OFC de 2022, conquistou a competição pela primeira vez depois de derrotar Fiji por 2–1 na final. Devido a esse resultado, classificou-se à repescagem intercontinental para a Copa do Mundo de 2023.